# Papiro 28
O Papiro 28  ({\displaystyle {\mathfrak {P}}}28) é um antigo papiro do Novo Testamento que contém fragmentos do capítulo seis do Evangelho de João (6:8-12.17-22).